# Île de Cayenne
Pour les articles homonymes, voir Cayenne (homonymie).

L'île de Cayenne, ou presqu'île de Cayenne, est une zone géographique française du département de la Guyane regroupant les communes de Cayenne, Matoury et Remire-Montjoly. Elle est délimitée par l'océan Atlantique au nord, les estuaires du Mahury à l'est et de la rivière de Cayenne à l'ouest et la rivière du Tour de l'île au sud.

## Géographie

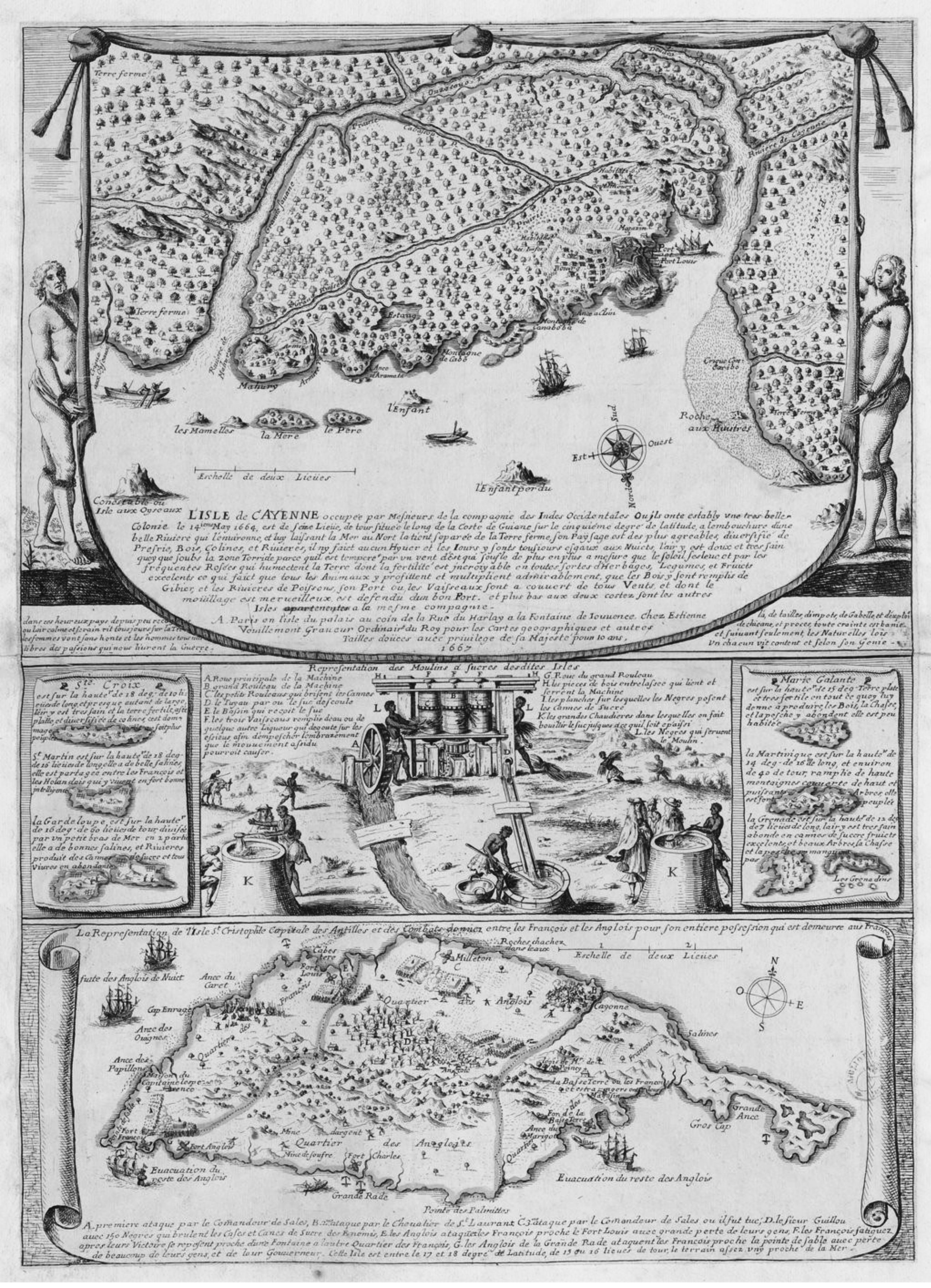
Isle de Cayenne & Isle de Saint-Christophe, de Guadeloupe Martinique avec leur sucreries, représentation de la guerre de 1666

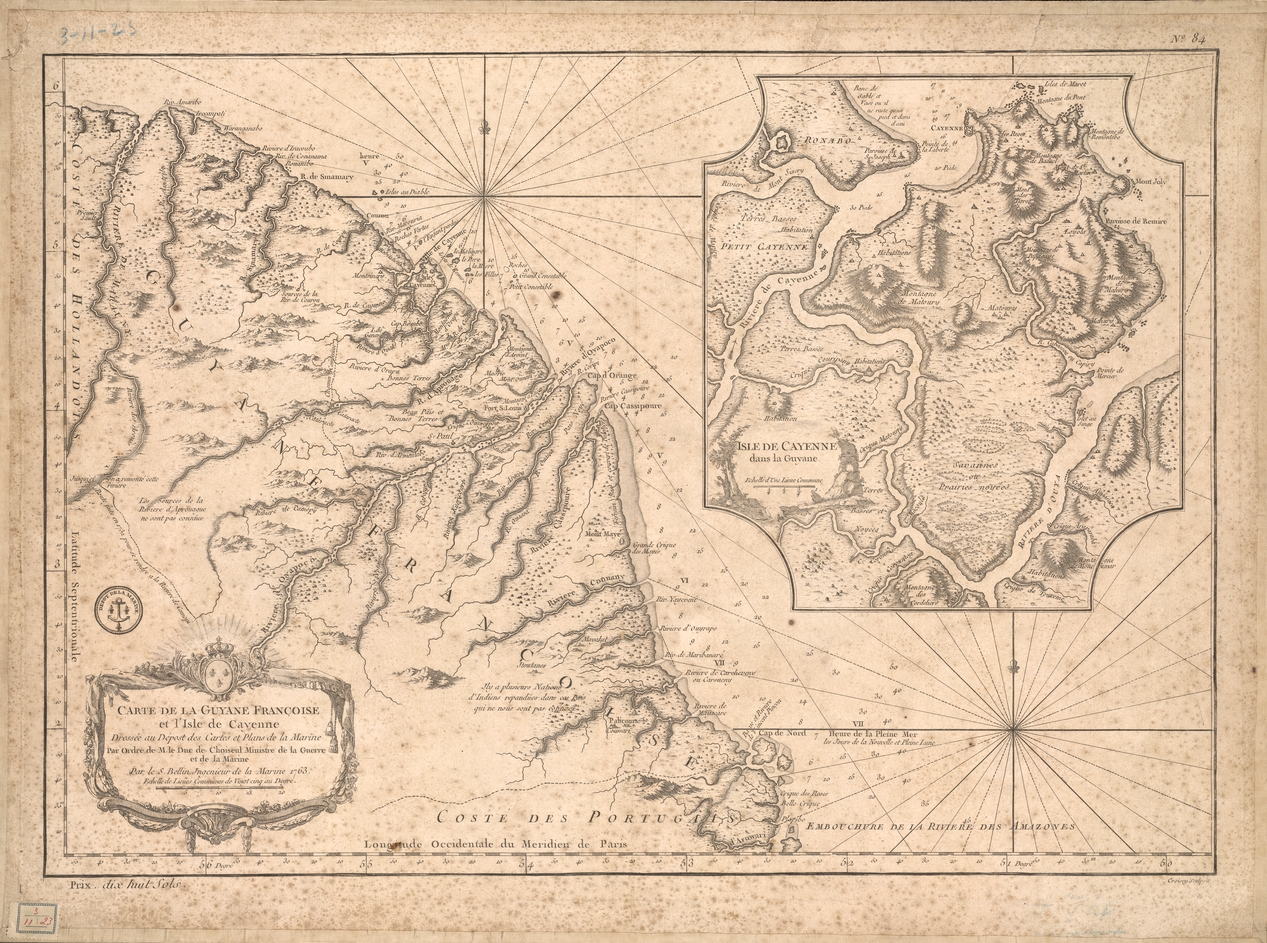
Carte de la Guyane françoise et l'isle de Cayenne, Bellin, 1763

Il s'agit d'une île au sens géographique, dans la mesure où c'est un espace de terre entouré de tous côtés par de l'eau. La limite sud de l'île est discrète et se manifeste surtout par un épais cordon de mangrove. Les géographes du XIXe siècle ont eu tendance à surévaluer l'importance de la rivière du Tour de l'île au sud, donnant l'idée que l'île de Cayenne était déconnectée du continent alors que ce n'est pas le cas.
L'île de Cayenne est une unité paysagère qui est délimitée par :
- l'océan Atlantique au nord ;
- l'estuaire du Mahury à l'est ;
- la rivière de Cayenne à l'ouest ;
- et la rivière du Tour de l'île, reliant la rivière de Cayenne au Mahury, au sud.

L'île est subdivisé en trois communes : 
| Nom             | Code Insee | Intercommunalité      | Superficie (km2) | Population (dernière pop. légale) | Densité (hab./km2) |
| --------------- | ---------- | --------------------- | ---------------- | --------------------------------- | ------------------ |
| Cayenne (siège) | 97302      | CA du Centre Littoral | 23,6             | 63 956 (2022)                     | 2 710              |
| Matoury         | 97307      | CA du Centre Littoral | 137,19           | 35 551 (2022)                     | 259                |
| Remire-Montjoly | 97309      | CA du Centre Littoral | 46,11            | 27 037 (2022)                     | 586                |

## Économie et démographie
L'île de Cayenne regroupe 45 % de la population, 62 % des emplois et 64 % des activités touristiques de la Guyane selon l'Insee.
L'île de Cayenne est une unité paysagère qui regroupe les trois communes françaises Cayenne, Matoury et Remire-Montjoly situées dans la région d'outre mer Guyane. 
Dès 1999, sur les 43 000 travailleurs guyanais, plus de la moitié travaillent sur l'île de Cayenne.
Cette zone constitue en 2012 le principal pôle économique (62 % des emplois selon l'Insee) et le lieu privilégié de résidence de la Guyane.
Les échanges au sein de l’île sont très importants : deux actifs sur trois résidant à Remire-Montjoly, et un sur deux résidant
à Matoury travaillent à Cayenne. Les résidents cayennais participent également à ces mouvements puisque 2 000 d'entre eux franchissent quotidiennement les limites de la ville pour travailler à Matoury ou Rémire-Montjoly.
Au total, presque 10 000 échanges quotidiens interviennent entre les trois villes.